# Funcție algebrică de gradul al treilea
Acest articol tratează funcția cubică de o variabilă. Pentru funcția de două variabile, vedeți articolul curbă eliptică.

Graficul unei funcții cubice în cazul a trei rădăcini reale prezintă trei intersecții cu abscisa (axa ox pentru y = 0), având două puncte critice, un minim și un maxim, ambele locale, dar nu absolute. Intersecția funcției cu ordonata este numeric egală cu termenul liber d.

În matematică, prin funcție algebrică de gradul al treilea sau, mai scurt, funcție cubică se înțelege orice funcție polinomială de următoarea formă:
{\displaystyle f(x)=ax^{3}+bx^{2}+cx+d,\,}
în care singura condiție obligatorie se referă la coeficientul  a, care trebuie să nu fie zero. Altfel spus, o funcție cubică este echivalentă cu un polinom de gradul trei în care studiul variabilei dependente (funcția) față de variabila independentă (argumentul) este importantă.
Derivata unei funcții cubice este o funcție de grad mai mic cu o unitate, o funcție de gradul al doilea, respectiv rezultatul operației inverse derivării funcției, integrala sa este o funcție de grad mai mare cu o unitate, funcție de gradul al patrulea.
Cazul studiului zero-urilor funcției cubice se rezolvă prin egalarea ƒ(x) = 0 și condiționarea coeficientului a să fie ne-nul (a ≠ 0) produce o ecuație cubică de forma
{\displaystyle ax^{3}+bx^{2}+cx+d=0.\,}
De obicei coeficienții a, b,c, d sunt numere reale, dar pot fi și numere complexe. Oricum, mare parte a teoriei este valabilă atât pentru coeficienți reali cât și pentru cei complecși, cu mici diferențe.
Rezolvarea unei ecuații cubice se reduce la aflarea rădăcinilor sau zero-urilor funcției (vedeți imaginea). Există două metode generale de aflare a zero-urilor cubicei.  Una dă soluții exacte, implicând combinații de numere iraționale conținând rădăcini de ordinul doi și trei combinând numerele a, b, c și d, coeficienții funcției cubice. Cea de-a doua este aproximativă întrucât este numerică, exprimând cele trei rădăcini ca trei numere reale sau ca un număr real și două complexe. În acest caz, valorile numerice ale rădăcinilor pot fi obținute printr-un algoritm de tipul metodei lui Newton.

## Istoric
Ecuațiile de gradul 3 (sau „cubice”) au fost descoperite pentru prima dată de matematicianul grec Diophantus;, dar erau cunoscute chiar mai devreme de matematicieni din Babilonul antic, care cunoșteau rezolvarea unor ecuații cubice particulare; și de asemeni de egiptenii antici. Dublarea cubului este cea mai simplă și veche ecuație cubică studiată, și una din ecuațiile pe care egiptenii antici o considerau imposibil de rezolvat.
Leonardo de Pisa, cunoscut sub numele de Fibonacci (1170–1250), a putut să găsească soluția pozitivă a ecuației cubice x3+2x2+10x = 20, utilizând numeralele babiloniene. El a obținut rezultatul 1,22,7,42,33,4,40 care este echivalent cu: 1+22/60+7/602+42/603+33/604+4/605+40/606.

## Derivate
Rădăcinile derivatei:
{\displaystyle f'(x)=3ax^{2}+2bx+c\,\!},
sunt date de formulele:
{\displaystyle x={\frac {-b\pm {\sqrt {b^{2}-3ac}}}{3a}}}
și reprezintă punctele critice, unde panta funcției cubice este zero. Dacă b2-3ac>0, atunci funcția de cubică are un maxim local și un minim local. Dacă b2-3ac=0, funcția cubică are un punct de inflexiune, care nu este nici de maxim, nici de minim. Dacă b2-3ac<0, atunci nu are niciun punct critic; în acest caz, b2-3ac≤0, iar funcția cubică este strict monotonă.

## Ecuația algebrică de gradul al treilea
Forma generală a unei ecuații cubice (de gradul trei) este:
{\displaystyle ax^{3}+bx^{2}+cx+d=0\qquad (1)}
unde {\displaystyle a\neq 0\,.}
În această secțiune se descrie modul în care rădăcinile unei astfel de ecuații pot fi aflate. Coeficienții {\displaystyle a,b,c,d} pot fi numere reale sau complexe.

### Natura rădăcinilor
Orice ecuație cubică (1), cu coeficienți reali are cel puțin o soluție reală  x, ceea ce este o consecință a teoremei valorii intermediare. Există următoarele 3 cazuri, în funcție de semnul discriminantului:
{\displaystyle \Delta =18abcd-4b^{3}d+b^{2}c^{2}-4ac^{3}-27a^{2}d^{2}.\,} 
- Dacă Δ > 0, atunci ecuația are trei rădăcini reale distincte.
- Dacă Δ = 0, atunci ecuația are o rădăcină multiplă și toate rădăcinile ei sunt reale.
- Dacă Δ < 0, atunci ecuația are o rădăcină reală și două rădăcini complexe nereale conjugate.

Vezi și multiplicitatea rădăcinilor unui polinom.

### Formula generală de aflare a rădăcinilor
Pentru ecuația cubică generală (1), cu coeficienți reali, formula generală de calcul a rădăcinilor în funcție de coeficienți, este după cum urmează, dacă
{\displaystyle (2b^{3}-9abc+27a^{2}d)^{2}-4(b^{2}-3ac)^{3}=-27a^{2}\Delta >0}, altfel ecuația are două rădacini complexe nereale.
{\displaystyle {\begin{aligned}x_{1}=&-{\frac {b}{3a}}-\\&-{\frac {1}{3a}}{\sqrt[{3}]{{\tfrac {1}{2}}\left[2b^{3}-9abc+27a^{2}d+{\sqrt {\left(2b^{3}-9abc+27a^{2}d\right)^{2}-4\left(b^{2}-3ac\right)^{3}}}\right]}}-\\&-{\frac {1}{3a}}{\sqrt[{3}]{{\tfrac {1}{2}}\left[2b^{3}-9abc+27a^{2}d-{\sqrt {\left(2b^{3}-9abc+27a^{2}d\right)^{2}-4\left(b^{2}-3ac\right)^{3}}}\right]}}\\x_{2}=&-{\frac {b}{3a}}+\\&+{\frac {1+i{\sqrt {3}}}{6a}}{\sqrt[{3}]{{\tfrac {1}{2}}\left[2b^{3}-9abc+27a^{2}d+{\sqrt {\left(2b^{3}-9abc+27a^{2}d\right)^{2}-4\left(b^{2}-3ac\right)^{3}}}\right]}}\\&+{\frac {1-i{\sqrt {3}}}{6a}}{\sqrt[{3}]{{\tfrac {1}{2}}\left[2b^{3}-9abc+27a^{2}d-{\sqrt {\left(2b^{3}-9abc+27a^{2}d\right)^{2}-4\left(b^{2}-3ac\right)^{3}}}\right]}}\\x_{3}=&-{\frac {b}{3a}}+\\&+{\frac {1-i{\sqrt {3}}}{6a}}{\sqrt[{3}]{{\tfrac {1}{2}}\left[2b^{3}-9abc+27a^{2}d+{\sqrt {\left(2b^{3}-9abc+27a^{2}d\right)^{2}-4\left(b^{2}-3ac\right)^{3}}}\right]}}\\&+{\frac {1+i{\sqrt {3}}}{6a}}{\sqrt[{3}]{{\tfrac {1}{2}}\left[2b^{3}-9abc+27a^{2}d-{\sqrt {\left(2b^{3}-9abc+27a^{2}d\right)^{2}-4\left(b^{2}-3ac\right)^{3}}}\right]}}\end{aligned}}}
Totuși, această formulă nu se verifică, dacă operandul din rădăcina pătrată este negativ sau în cazul în care coeficienții aparțin unui domeniu care nu este inclus în domeniul numerelor reale. Atunci când acest operand este real și pozitiv, rădăcinile cubice sunt reale și bine definite. În alt caz, rădăcina pătrată nu este reală și trebuie să alegem una din cele două rădăcini complexe, de exemplu, cea care are o parte imaginară pozitivă. Pentru extragerea de rădăcinile cubice, avem, de asemenea, de a alege o determinare pentru rădăcinile cubice, și acest lucru dă nouă valori posibile pentru prima rădăcină dintr-o ecuație care are doar trei rădăcini.
O soluție corectă poate fi obținută din proprietatea că produsul celor două rădăcini cubice este rațional. Acest lucru dă următoarea formulă, în care:
{\displaystyle {\sqrt {}}} sau {\displaystyle {\sqrt[{3}]{}}} are loc pentru orice determinare a rădăcinii pătrate sau cubice, în cazul în care {\displaystyle b^{2}-3ac{\mbox{ }}\neq {\mbox{ }}0.}
{\displaystyle {\begin{aligned}Q=&{\sqrt {(2b^{3}-9abc+27a^{2}d)^{2}-4(b^{2}-3ac)^{3}}}\\C=&{\sqrt[{3}]{{\tfrac {1}{2}}(Q+2b^{3}-9abc+27a^{2}d)}}\\x_{1}=&-{\frac {b}{3a}}-{\frac {C}{3a}}-{\frac {b^{2}-3ac}{3aC}}\\x_{2}=&-{\frac {b}{3a}}+{\frac {C(1+i{\sqrt {3}})}{6a}}+{\frac {(1-i{\sqrt {3}})(b^{2}-3ac)}{6aC}}\\x_{3}=&-{\frac {b}{3a}}+{\frac {C(1-i{\sqrt {3}})}{6a}}+{\frac {(1+i{\sqrt {3}})(b^{2}-3ac)}{6aC}}\end{aligned}}}
Dacă {\displaystyle Q{\mbox{ }}\neq {\mbox{ }}0} și {\displaystyle b^{2}-3ac=0}, semnul lui {\displaystyle Q} a fost ales pentru a avea {\displaystyle C{\mbox{ }}\neq {\mbox{ }}0}.
Dacă {\displaystyle Q=0} și {\displaystyle b^{2}-3ac=0}, cele 3 rădăcini sunt egale:
{\displaystyle x_{1}=x_{2}=x_{3}=-{\frac {b}{3a}}.}
Dacă {\displaystyle Q=0} și {\displaystyle b^{2}-3ac{\mbox{ }}\neq {\mbox{ }}0}, 
expresia de mai sus pentru a rădăcinilor este corectă, dar ascunde faptul că nu este necesar niciun radical pentru a reprezenta rădăcinile. De fapt, în acest caz, există o rădăcină dublă: 
{\displaystyle x_{1}=x_{2}={\frac {bc-9ad}{2(3ac-b^{2})}}.}
și o rădăcină simplă:
{\displaystyle x_{3}={\frac {9a^{2}d-4abc+b^{3}}{a(3ac-b^{2})}}.}
Următoarele secțiuni descriu modul în care aceste formule pot fi obținute.

### Reducerea ecuației la un trinom
Împărțind ecuația (1) cu {\displaystyle a} și înlocuind {\displaystyle x} cu {\displaystyle t-{\frac {b}{3a}}} (transformarea Tschirnhaus) obținem ecuația:
{\displaystyle t^{3}+pt+q=0\qquad (2)}
unde
{\displaystyle {\begin{aligned}p=&{\frac {3ac-b^{2}}{3a^{2}}}\\q=&{\frac {2b^{3}-9abc+27a^{2}d}{27a^{3}}}.\end{aligned}}}
Orice formulă pentru rădăcinile ecuației (2) poate fi transformată într-o formulă pentru rădăcinile ecuației (1) înlocuind:
{\displaystyle p} și {\displaystyle q} prin valorile de mai sus, și folosind relația {\displaystyle x=t-{\frac {b}{3a}}}.
Prin urmare, secțiunea următoare se va referi numai la ecuații de forma (2).

### Metoda Cardano
Soluțiile pot fi găsite cu următoarea metodă, datorită lui Scipione del Ferro și Tartaglia, publicată de Gerolamo Cardano în 1545.
În primul rând, se aplică reducerea la un trinom din secțiunea precedentă, obținând o ecuație de forma:
{\displaystyle t^{3}+pt+q=0\,.\qquad (2)}
Se introduc două variabile, u și v, legate prin condiția:
{\displaystyle u+v=t\,}
iar înlocuind în relația (2), obținem:
{\displaystyle u^{3}+v^{3}+(3uv+p)(u+v)+q=0\qquad (3)\,}.
În continuare, Cardano a impus o condiție secundară pentru variabilele u și v:
{\displaystyle 3uv+p=0\,}.
Astfel, prima paranteză dispare în (3), și obținem {\displaystyle u^{3}+v^{3}=-q} și {\displaystyle u^{3}v^{3}=-p^{3}/27}.
Rezultă că {\displaystyle u^{3}} și {\displaystyle v^{3}} sunt cele două rădăcini ale ecuației de gradul 2:
{\displaystyle z^{2}+qz-{p^{3} \over 27}=0\,.}
În acest moment, Cardano, care nu cunoștea numerele complexe, presupunea că rădăcinile acestei ecuații au fost reale, rezultă  că: 
{\displaystyle {\frac {q^{2}}{4}}+{\frac {p^{3}}{27}}>0\,.}
Rezolvând această ecuație și folosind faptul că  {\displaystyle u} și {\displaystyle v} pot fi schimbate între ele, obținem:
{\displaystyle u^{3}=-{q \over 2}+{\sqrt {{q^{2} \over 4}+{p^{3} \over 27}}}} and {\displaystyle v^{3}=-{q \over 2}-{\sqrt {{q^{2} \over 4}+{p^{3} \over 27}}}}.
Deoarece aceste expresii sunt reale, rădăcinile lor cubice sunt bine definite și, la fel ca și Cardano, obținem:
{\displaystyle t_{1}=u+v={\sqrt[{3}]{-{q \over 2}+{\sqrt {{q^{2} \over 4}+{p^{3} \over 27}}}}}+{\sqrt[{3}]{-{q \over 2}-{\sqrt {{q^{2} \over 4}+{p^{3} \over 27}}}}}}
Cele două rădăcini complexe sunt obținute prin același raționament; faptul că {\displaystyle uv} 
este real implică faptul că acestea sunt obținute prin înmulțirea uneia dintre rădăcinile cubice de mai sus cu 
{\displaystyle \,{\tfrac {-1}{2}}+i{\tfrac {\sqrt {3}}{2}}\,} și a celeilalte cu {\displaystyle \,{\tfrac {-1}{2}}-i{\tfrac {\sqrt {3}}{2}}\,}.
Dacă {\displaystyle {\frac {q^{2}}{4}}+{\frac {p^{3}}{27}}\,} nu este necesar pozitiv, trebuie să alegem o rădăcină cubică a lui {\displaystyle u^{3}}. Deoarece nu există nici o modalitate directă de a alege rădăcină cubică a lui {\displaystyle v^{3}}, putem utiliza relația {\displaystyle v=-{\frac {p}{3u}}}, de unde rezultă 
{\displaystyle u={\sqrt[{3}]{-{q \over 2}-{\sqrt {{q^{2} \over 4}+{p^{3} \over 27}}}}}\qquad (4)}
și
{\displaystyle t=u-{\frac {p}{3u}}\,.}
Observăm că semnul rădăcinii pătrate nu afectează rezultatul {\displaystyle t}, deoarece această schimbare implică și schimbarea variabilelor {\displaystyle u} și {\displaystyle v}. Am ales semnul minus, pentru a avea {\displaystyle u\neq 0} atunci când {\displaystyle p=0} și {\displaystyle q\neq 0}, pentru a evita împărțirea cu zero. Cu această alegere, expresia de mai sus pentru {\displaystyle t} funcționează întotdeauna, cu excepția cazului când {\displaystyle p=q=0}, în cazul în care al doilea termen devine 0/0. În acest caz, {\displaystyle t=0} este o rădăcină triplă.
Observăm, de asemenea, că, în unele cazuri, soluțiile sunt exprimate cu mai puțini radicali pătratici sau cubici.
Dacă {\displaystyle p=q=0} avem rădăcina reală triplă
{\displaystyle t=0.\,}
Dacă {\displaystyle p=0} și {\displaystyle q\neq 0} atunci
{\displaystyle u=-{\sqrt[{3}]{q}}{\text{ and }}v=0} și cele 3 rădăcini sunt rădăcinile cubice ale lui {\displaystyle -q}.
Dacă {\displaystyle p\neq 0} și {\displaystyle q=0}
{\displaystyle u={\sqrt {p \over 3}}\qquad {\mbox{and}}\qquad v=-{\sqrt {p \over 3}},}
atunci cele 3 rădăcini sunt:
{\displaystyle t=u+v=0,\qquad t=\omega _{1}u-{p \over 3\omega _{1}u}={\sqrt {-p}},\qquad t={u \over \omega _{1}}-{\omega _{1}p \over 3u}=-{\sqrt {-p}},}
unde
{\displaystyle \omega _{1}=e^{i{\frac {2\pi }{3}}}=-{\tfrac {1}{2}}+{\tfrac {\sqrt {3}}{2}}i.}
În sfârșit, dacă {\displaystyle 4p^{3}+27q^{2}=0{\text{ and }}p\neq 0}, există o rădăcină dublă și una simplă, care pot fi exprimate rațional, în funcție de {\displaystyle p{\text{ and }}q}, dar această expresie nu poate fi dedusă imediat din formula generală:
{\displaystyle t_{1}=t_{2}=-{\frac {3q}{2p}}\quad {\text{and}}\quad t_{3}={\frac {3q}{p}}\,.}
Pentru a trece de la aceste rădăcini ale lui {\displaystyle t} în ecuația (2) la formula generală pentru rădăcinile lui {\displaystyle x} în ecuația (1), scădem {\displaystyle {\frac {b}{3a}}} și înlocuim {\displaystyle p} și {\displaystyle q} prin expresiile lor în {\displaystyle a,b,c,d}.

### Metoda Lagrange
În lucrarea sa Réflexions sur la résolution algébrique des équations, Joseph Louis Lagrange a introdus o nouă metodă de rezolvare a ecuațiilor de grad mic. Această metodă lucrează bine pentru ecuațiile de gradul 3 și 4, dar Lagrange nu a reușit să o aplice pentru ecuațiile de gradul 5, deoarece aceasta ar implica rezolvarea unei ecuații polinomiale de grad cel puțin 6.
 Acest lucru este explicat de teorema Abel–Ruffini, care demonstrează că nu există o formulă generală de rezolvare a ecuațiilor polinomiale prin radicali. Mai mult, metodele moderne de rezolvare a unor cazuri particulare ale ecuațiillor de gradul 5 se bazează pe metoda lui Lagrange.
Spre deosebire de metoda lui Cardano, metoda lui Lagrange poate fi aplicată direct la orice ecuație cubică (1) fără a utiliza reducerea la ecuația trinomială (2). Totuși, calculul este mai ușor.
Presupunem că x0, x1 și x2 sunt rădăcinile ecuației (1) sau (2), și definim {\displaystyle \zeta =-{\tfrac {1}{2}}+{\tfrac {\sqrt {3}}{2}}i}, astfel încât ζ este o rădăcină primitivă de ordin 3 a unității, care satisface relația: {\displaystyle \zeta ^{2}+\zeta +1=0}. Notăm:
{\displaystyle s_{0}=x_{0}+x_{1}+x_{2},\,}
{\displaystyle s_{1}=x_{0}+\zeta x_{1}+\zeta ^{2}x_{2},\,}
{\displaystyle s_{2}=x_{0}+\zeta ^{2}x_{1}+\zeta x_{2}.\,}
Aceasta este transformarea Fourier discretă a rădăcinilor: observăm că în timp ce coeficienții polinomului sunt simetrici în rădăcini, în această formulă o ordine a fost aleasă pentru rădăcini, astfel încât acestea nu sunt simetrice. Rădăcinile pot fi apoi recuperate pornind de la formula a treia si prin inversarea transformării liniare de mai sus prin intermediul transformatei Fourier inverse discrete, rezultând:
{\displaystyle x_{0}={\tfrac {1}{3}}(s_{0}+s_{1}+s_{2}),\,}
{\displaystyle x_{1}={\tfrac {1}{3}}(s_{0}+\zeta ^{2}s_{1}+\zeta s_{2}),\,}
{\displaystyle x_{2}={\tfrac {1}{3}}(s_{0}+\zeta s_{1}+\zeta ^{2}s_{2}).\,}
Polinomul {\displaystyle s_{0}} este un polinom simetric elementar, care în acest caz este egal cu{\displaystyle -b/a} pentru ecuația(1) și zero pentru ecuația(2), deci avem nevoie doar să caut valorile pentru celelalte două.
Polinoamele {\displaystyle s_{1}}  și {\displaystyle s_{2}} nu sunt simetrice, de unde rezultă că {\displaystyle s_{0}} este invariant, în timp ce permutarea ciclică netrivială a rădăcinilor înlocuiește {\displaystyle s_{1}} cu {\displaystyle \zeta s_{1}} și {\displaystyle s_{2}} cu {\displaystyle \zeta ^{2}s_{2}}, sau {\displaystyle s_{1}} cu {\displaystyle \zeta ^{2}s_{1}} și {\displaystyle s_{2}} cu {\displaystyle \zeta s_{2}} (după cum alegem permutarea), în timp ce transpoziția dintre {\displaystyle x_{1}} și {\displaystyle x_{2}} schimbă între ele expresiile {\displaystyle s_{1}} și {\displaystyle s_{2}}; alte transpoziții schimbă între ele aceste rădăcini și multiplicitățile lor cu o putere a lui {\displaystyle \zeta .}
Astfel, {\displaystyle s_{1}^{3}}, {\displaystyle s_{2}^{3}} și {\displaystyle s_{1}s_{2}} sunt lăsate invariante de permutările ciclice ale rădăcinilor, care le multiplică cu {\displaystyle \zeta ^{3}=1}. De asemeni, {\displaystyle s_{1}s_{2}} și {\displaystyle s_{1}^{3}+s_{2}^{3}} sunt lăsate invariante de transpoziția dintre {\displaystyle x_{1}} și {\displaystyle x_{2}}. La fel cum grupul permutărilor {\displaystyle S_{3}} al rădăcinilor este generat de aceste permutări, rezultă că {\displaystyle s_{1}^{3}+s_{2}^{3}} și {\displaystyle s_{1}s_{2}} sunt funcții polinomiale simetrice ale rădăcinilor, și astfel pot fi scrise ca polinoame de the funcțiile simetrice elementare și, 
astfel, ca funcție rațională a coeficienților de ecuației.
Fie {\displaystyle s_{1}^{3}+s_{2}^{3}=A} și {\displaystyle s_{1}s_{2}=B} aceste expresii, care vor fi calculate în continuare.
Știm deja că {\displaystyle s_{1}^{3}} și {\displaystyle s_{2}^{3}} sunt cele două rădăcini ale ecuației de gradul 2
{\displaystyle z^{2}-Az+B^{3}=0\,.}
Astfel, rezolvarea ecuației poate fi continuată la fel ca în metoda lui Cardano, cu {\displaystyle s_{1}} și {\displaystyle s_{2}} în locul lui {\displaystyle u} și {\displaystyle v}.

#### Calcularea valorilorAșiB
Notând cu {\displaystyle E_{1}=x_{0}+x_{1}+x_{2}}, {\displaystyle E_{2}=x_{0}x_{1}+x_{1}x_{2}+x_{2}x_{1}} și {\displaystyle E_{3}=x_{0}x_{1}x_{2}}, polinoamele elementare simetrice, avem, știind că {\displaystyle \zeta ^{3}=1}:
{\displaystyle s_{1}^{3}=x_{0}^{3}+x_{1}^{3}+x_{2}^{3}+3\zeta (x_{0}^{2}x_{1}+x_{1}^{2}x_{2}+x_{2}^{2}x_{0})+3\zeta ^{2}(x_{0}x_{1}^{2}+x_{1}x_{2}^{2}+x_{2}x_{0}^{2})+6x_{0}x_{1}x_{2}\,.}
Expresia pentru {\displaystyle s_{2}^{3}} este aceeași cu {\displaystyle \zeta } și {\displaystyle \zeta ^{2}} schimbate între ele. Astfel, utilizând faptul că {\displaystyle \zeta ^{2}+\zeta =-1} obținem:
{\displaystyle A=s_{1}^{3}+s_{2}^{3}=2(x_{0}^{3}+x_{1}^{3}+x_{2}^{3})-3(x_{0}^{2}x_{1}+x_{1}^{2}x_{2}+x_{2}^{2}x_{0}+x_{0}x_{1}^{2}+x_{1}x_{2}^{2}+x_{2}x_{0}^{2})+12x_{0}x_{1}x_{2}\,,}
și printr-un calcul simplu obținem că 
{\displaystyle A=s_{1}^{3}+s_{2}^{3}=2E_{1}^{3}-9E_{1}E_{2}+27E_{3}\,.}
Similar, avem: 
{\displaystyle B=s_{1}s_{2}=x_{0}^{2}+x_{1}^{2}+x_{2}^{2}+(\zeta +\zeta ^{2})(x_{0}x_{1}+x_{1}x_{2}+x_{2}x_{0})=E_{1}^{2}-3E_{2}\,.}
Atunci, rezolvând ecuația (1) avem: 
{\displaystyle E_{1}=-b/a}, {\displaystyle E_{2}=c/a} și {\displaystyle E_{3}=-d/a}
În ecuația (2), avem {\displaystyle E_{1}=0}, {\displaystyle E_{2}=p} și {\displaystyle E_{3}=-q} prin urmare:
{\displaystyle A=-27q} și {\displaystyle B=-3p}.
Observăm că în ecuația (2), avem {\displaystyle x_{0}={\tfrac {1}{3}}(s_{1}+s_{2})} și {\displaystyle s_{1}s_{2}=-3p}, 
iar în metoda lui Cardano am notat cu:
{\displaystyle x_{0}=u+v}
și
{\displaystyle uv=-{\frac {1}{3}}p\,.}
Astfel, făcând abstracție de schimbarea rolurilor variabilelor {\displaystyle u} și {\displaystyle v}, avem:
{\displaystyle s_{1}=3u} și {\displaystyle s_{2}=3v}.
Altfel spus, în acest caz metodele lui Cardano's și Lagrange conduc la același rezultat, până la un factor de trei variabile auxiliare, principala diferență dintre aceste metode fiind că metoda Lagrange explică de ce apar aceste variabile auxiliare.

### Metoda trigonometrică și hiperbolică
Atunci când o ecuație cub are trei rădăcini reale, formulele care exprimă aceste rădăcini, prin radicali implică numere complexe. O reprezentare a acestor rădăcini prin cosinus și arccosinus evită  utilizarea numerelor complexe. Formulele care urmează sunt adevărate, în general, (cu excepția cazului când p = 0), dar implică funcțiile cosinus și arccosinus cu argument complex atunci când există doar o singură rădăcină reală.
Pornind de la ecuația (2),
{\displaystyle t^{3}+pt+q=0},
fie
{\displaystyle t=u\cos \theta \,.}
Ideea este de a alege {\displaystyle u} pentru a înlocui ecuația (2) cu identitatea:
{\displaystyle 4\cos ^{3}\theta -3\cos \theta -\cos(3\theta )=0\,.}
De fapt, alegând {\displaystyle u=2{\sqrt {-{\frac {p}{3}}}}} Și împărțind ecuația (2) cu {\displaystyle {\frac {u^{3}}{4}}} obținem 
{\displaystyle 4\cos ^{3}\theta -3\cos \theta -{\frac {3q}{2p}}{\sqrt {\frac {-3}{p}}}=0\,.}
Combinând cu identitatea de mai sus, obținem: 
{\displaystyle \cos(3\theta )={\frac {3q}{2p}}{\sqrt {\frac {-3}{p}}}}
și astfel rădăcinile sunt:
{\displaystyle t_{k}=2{\sqrt {-{\frac {p}{3}}}}\cos \left({\frac {1}{3}}\arccos \left({\frac {3q}{2p}}{\sqrt {\frac {-3}{p}}}\right)-k{\frac {2\pi }{3}}\right)\quad {\text{for}}\quad k=0,1,2\,.}
Această formulă are loc dacă {\displaystyle p<0} și argumentul arccosinusului este cuprins între -1 și 1. Ultima condiție este echivalentă cu {\displaystyle 4p^{3}+27q^{2}\leq 0\,,} care implică de asemeni {\displaystyle p<0}. Astfel, formula de mai sus pentru rădăcini are loc dacă și numai dacă toate cele 3 rădăcini sunt reale.
Notând cu {\displaystyle C(p,q)} valoarea de deasupra pentru t0 și utilizând inegalitatea {\displaystyle -\pi \leq \arccos(u)\leq \pi } pentru un număr real u astfel încât {\displaystyle -1\leq u\leq 1\,,} cele 3 rădăcini pot fi exprimate astfel:
{\displaystyle t_{0}=C(p,q),\qquad t_{2}=-C(p,-q),\qquad t_{1}=-t_{0}-t_{2}\,.}
Dacă aceste rădăcini sunt reale, avem:
{\displaystyle t_{0}\geq t_{1}\geq t_{2}\,.}
Toate aceste formule pot fi direct transformate în formule pentru rădăcinile ecuației cubice generale (1), prin substituția descrisă în secțiunea de reducere la un trinom monic.

Atunci când există o singură rădăcină reală (și p≠0), acesta poate fi reprezentat în mod similar, folosind funcțiile hiperbolice. 
{\displaystyle t_{0}=-2{\frac {|q|}{q}}{\sqrt {-{\frac {p}{3}}}}\cosh \left({\frac {1}{3}}\operatorname {arcosh} \left({\frac {-3|q|}{2p}}{\sqrt {\frac {-3}{p}}}\right)\right)\quad {\text{if }}\quad 4p^{3}+27q^{2}>0{\text{ and }}p<0\,,}
{\displaystyle t_{0}=-2{\sqrt {\frac {p}{3}}}\sinh \left({\frac {1}{3}}\operatorname {arsinh} \left({\frac {3q}{2p}}{\sqrt {\frac {3}{p}}}\right)\right)\quad {\text{if }}\quad p>0\,.}
Dacă p≠0 și inegalitățile din dreapta nu sunt satisfăcute, formulele rămân valide, dar implică numere complexe.
Atunci când {\displaystyle p=\pm 3}, valorile de mai sus ale lui {\displaystyle t_{0}} sunt uneori numite rădăcina cubică Cebîșev. Mai precis, aceste valori implică funcțiile cosinus și cosinus hiperbolic, atunci când {\displaystyle p=-3}, aceeași funcție analitică notată {\displaystyle C_{\frac {1}{3}}(q)}, care este tocmai rădăcina cubică Cebîșev.
Această valoare implică sinusul hiperbolic, notat și cu {\displaystyle S_{\frac {1}{3}}(q),} dacă {\displaystyle p=3}.

### Factorizare
Dacă r este orice rădăcină a lui (1), atunci putem factoriza utilizând r pentru a obține
{\displaystyle \left(x-r\right)\left(ax^{2}+(b+ar)x+c+br+ar^{2}\right)=ax^{3}+bx^{2}+cx+d\,.}
Prin urmare, dacă știm o rădăcină, le putem găsi pe celelalte două rezolvând o ecuație de gradul 2, obținând:
{\displaystyle {\frac {-b-ra\pm {\sqrt {b^{2}-4ac-2abr-3a^{2}r^{2}}}}{2a}}}
pentru valorile acestora.

### Relațiile lui Viète
- {\displaystyle S_{1}=x_{1}+x_{2}+x_{3}={\frac {-b}{a}}}
- {\displaystyle S_{2}=x_{1}\cdot x_{2}+x_{1}\cdot x_{3}+x_{2}\cdot x_{3}={\frac {c}{a}}}
- {\displaystyle S_{3}=x_{1}\cdot x_{2}\cdot x_{3}={\frac {-d}{a}}}

### Relații între rădăcini și coeficienți
- {\displaystyle {\frac {1}{x_{1}}}+{\frac {1}{x_{2}}}+{\frac {1}{x_{3}}}={\frac {x_{2}\cdot x_{3}}{x_{1}\cdot x_{2}\cdot x_{3}}}+{\frac {x_{1}\cdot x_{3}}{x_{1}\cdot x_{2}\cdot x_{3}}}+{\frac {x_{1}\cdot x_{2}}{x_{1}\cdot x_{2}\cdot x_{3}}}={\frac {x_{1}\cdot x_{2}+x_{1}\cdot x_{3}+x_{2}\cdot x_{3}}{x_{1}\cdot x_{2}\cdot x_{3}}}={\frac {S_{2}}{S_{3}}}}
- {\displaystyle x_{1}^{2}+x_{2}^{2}+x_{3}^{2}=(x_{1}+x_{2}+x_{3})^{2}-2\cdot (x_{1}\cdot x_{2}+x_{1}\cdot x_{3}+x_{2}\cdot x_{3})=S_{1}^{2}-2S_{2}}
- {\displaystyle x_{1}^{3}+x_{2}^{3}+x_{3}^{3}=-{\frac {b}{a}}\cdot (x_{1}^{2}+x_{2}^{2}+x_{3}^{2})-{\frac {c}{a}}\cdot (x_{1}+x_{2}+x_{3})-{\frac {3d}{a}}=S_{1}(S_{1}^{2}-2S_{2})-S_{2}\cdot S_{1}+3\cdot S_{3}=S_{1}^{3}-2\cdot S_{1}\cdot S_{2}-S_{1}\cdot S_{2}+3\cdot S_{3}=S_{1}^{3}-3\cdot S_{1}\cdot S_{2}+3S_{3}}